# Indranipokhari
Indranipokhari (nep. इन्द्रायणी पोखरी) – gaun wikas samiti we wschodniej części Nepalu w strefie Sagarmatha w dystrykcie Khotang. Według nepalskiego spisu powszechnego z 2001 roku liczył on 699 gospodarstw domowych i 3613 mieszkańców (1887 kobiet i 1726 mężczyzn).